# Микре
Мѝкре е село в Северна България. То се намира в община Угърчин, област Ловеч.

## География
Селото е разположено на два три хълма, а зад тях са предбалкански ридове. Главен път Е772 (София – Варна) минава на 1 km под селото. Има бензиностанция на Petrol с ресторант и кафета. На север има равнинно-хълмисти райони и ливади.

## История
Според устните предания за името на селото то е създадено от баба Микра в средата на XVIII век. Според Васил Миков името Микре е типичен гръцки топоним, означаващ „малък“ и вероятно сочещ средновековна история на селището. В района на селото вероятно е имало антично тракийско селище, за което се съди по двете тракийски могили на изток и запад от Микре. Западната могила е разрушена при направата на микроязовирна стена.

## Стопанство
Микре се счита за селище с туристически потенциал. Горният край на селото към възвишенията е със стръмни скатове, много подходящи за ски писти с над километър дължина. Добрата надморска височина (400-800 m) гарантира продължителни подходящи температури за зимни спортове. Селото е в непосредствена близост до главен път с живописна природа, чудесна възможност за неголям локален курорт с отлично стратегическо разположение.

## Културни и природни забележителности
Иконостасът на храма „Вси Светии“ е дело на дебърски майстори от рода Филипови,

## Личности
- Асен Николов, български фабрикант
- Васил Попов – Героя (1899 – 1927), български анархист
- Гриша Ганчев, български бизнесмен
- Ангел Бончев, български национален състезател по борба
- Йордан Маринов, български футболист
- Петър Петров – проф. инж. ВиК
- Илия Гаджалски - проф. д-р на техн. науки инж.–мелиоратор
- Петко Петков – к.т.н. инж. ВиК
- Васил Петков Кировски (1850 - 1935) - български революционер, участник в четата на Филип Тотю, Ботевски четник, участник в Сръбско-турската война от 1876 г., опълченец.
- Христо Димитров Иванов Мирвански - участник във Втора българска легия на Раковски, Ботевски четник и опълченец.
- Тодор Илиев Стойков Губерски - участник в четата на Филип Тотю, Ботевски четник, участник в Сръбско-турската война от 1876 г. и заточеник в тъмницата на крепостта Сен Жан д`Акр.